# Cratere Chekalin
Chekalin  è un cratere sulla superficie di Marte.